# 邁加洛波利斯的亞歷山大
亞歷山大，前三世紀人物，他原本是馬其頓人，但後來移居阿卡迪亞的迈加洛波利斯，並獲得公民權。
他謊稱自己是亞歷山大大帝的後代，據此命名他兩個兒子為腓力和亞歷山大。他的女兒阿帕瑪嫁給阿塔馬尼亞國王阿密南德。他的兒子腓力之後便跟著妹妹阿帕瑪來到阿塔馬尼亞宮廷，並宣稱自己擁有馬其頓王位繼承權。

## 來源
- 威廉·史密斯，《希腊羅馬的神話和傳記辭典》